# Manuel Granero i Valls
Manuel Granero i Valls (València, 4 d'abril de 1902 - Madrid, 7 de maig de 1922) fou un torero valencià.
De família acomodada, va cursar estudis de música arribant a tocar bé el violí. Bon violinista, deixà la música pels toros.
Va prendre l'alternativa el dia 28 de setembre de 1920 en La Maestranza de Sevilla. El seu padrí va ser Rafael Gómez "El Gallo", amb Manuel Jiménez "Chicuelo" de testimoni. Va confirmar l'alternativa el dia 22 d'abril de 1921 a Madrid, amb toros de Gallardo. En aquesta ocasió Chicuelo va ser el seu padrí i va tenir a Carnicerito de testimoni.
En l'any 1921 va liderar l'escalafó de toreros. Esdevingué aviat un dels ídols de la tauromàquia, a la qual aportà una revaloració del toreig amb la dreta, malvist pels puristes, i difongué el pase de la firma.
El 7 de maig de 1922 torejava a Madrid al costat de Juan Luis de la Rosa i Marcial Lalanda. El segon toro de Granero, anomenat Pocapena, de la ramaderia del Duc de Veragua, el va agafar per la cuixa i el va deixar assegut, recolzada l'esquena en les taules. Llavors li va assestar una banyada que va penetrar per l'ull dret del torero i li va causar la mort.
En el seu honor es va aixecar un monument davant de la plaça de toros de València, obra de l'escultor Antonio Sagramento.
El 1922 Rafael Salvador realitzà sobre la seva figura el documental Gloria que mata.